# Leatrice Joy
Leatrice Joy właściwie Leatrice Johanna Zeidler (ur. 7 listopada 1893, zm. 13 maja 1985) – amerykańska aktorka filmowa i telewizyjna.

## Filmografia

### Seriale
- 1948: Studio One
- 1950: Robert Montgomery Presents
- 1980: Hollywood jako ona sama

### Film
- 1915: His Turning Point jako Mrs. Carey
- 1919: The Man Hunter jako Florence
- 1922: Sobotnia noc jako Iris Van Suydam
- 1927: Anioł z Broadwayu jako Babe Scott
- 1949: Red Stallion in the Rockies jako Martha Simpson
- 1951: Pamiętniki Don Giovanniego jako Eadie Gaynor

## Wyróżnienia
Posiada swoją gwiazdę na Hollywoodzkiej Alei Gwiazd.